# 울름 대성당

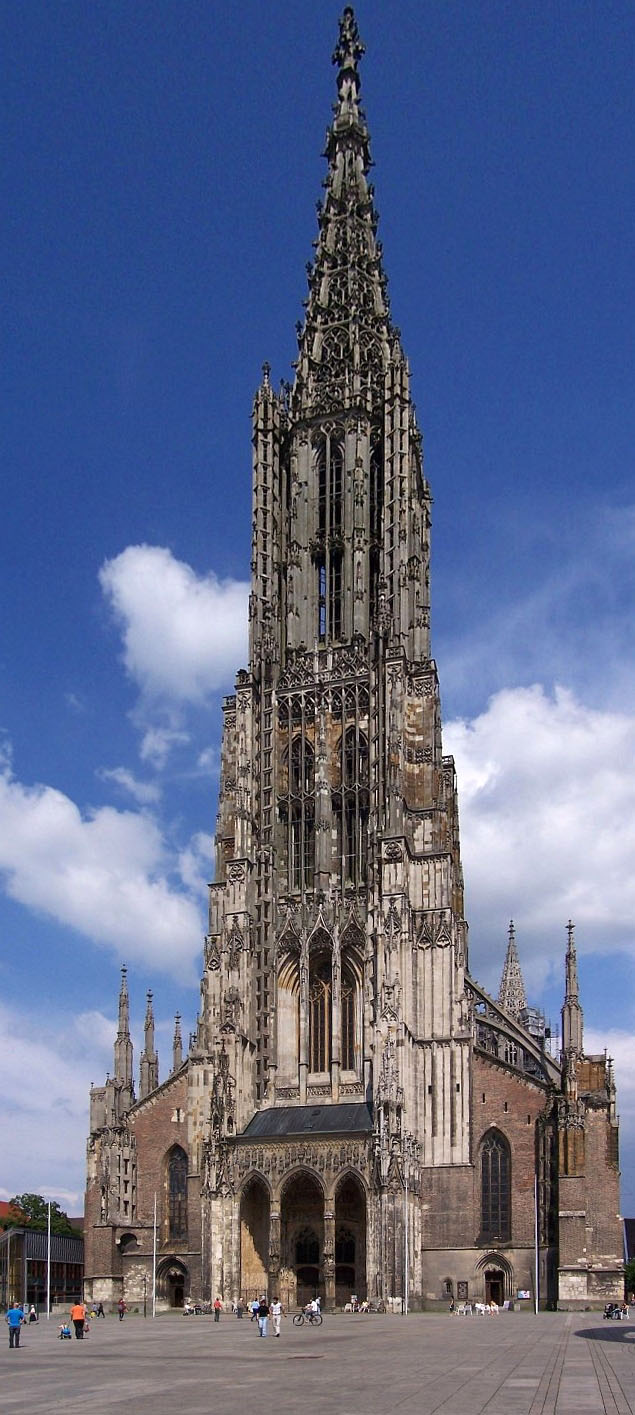
울름 대성당

울름 대성당(Ulmer Münster)은 독일 바덴뷔르템베르크주의 울름에 위치한 대성당이다. 원래는 로마 가톨릭 교회였으나 16세기부터 개신교 교회가 되어 독일에서는 울름 사원(Ulmer Münster)이라 부른다. 현재 유럽에서 가장 높은 고딕식 성당 건축물로 161m의 가장 높은 탑을 가지고 있다. 1377년 착공되어 설계의 변경과 종교 개혁 도중의 우상 파괴 운동으로 인한 손상 및 복원을 거쳐 1890년 완공되었다.

## 같이 보기
- 쾰른 대성당
- 마인츠 대성당